# ليلى بلوكات
ليلى بلوكات (بالفارسية: لیلا بلوکات) ممثلة إيرانية من مواليد طهران 1981م. عملت في المسرح من عمر 15 عاما، وبدأت أعمالها السينمائية عام 1999 من خلال المسلسل التلفزيوني «أيام الحياة» (بالفارسية: روزهای زندگی) للمخرج سيروس مقدم.
مثلت في العديد من الأعمال التلفزيونية والسينمائية أبرزها «إبراهيم خليل الله» و«المبعدون» و«يوم الرحيل» و «أنا والشيطان» و «الأرض» و «مهمة في العاصمة» والمسلسل التاريخي الإيراني «يوسف الصديق»، الذي مثلت فيه دور نفرتيتي زوجة الفرعون.

## روابط خارجية
- ليلى بلوكات على موقع IMDb (الإنجليزية)
- ليلى بلوكات على موقع قاعدة بيانات الفيلم (الإنجليزية)